# Коту (Ботошани)
Коту (рум. Cotu) насеље је у Румунији у округу Ботошани у општини Копалау. Oпштина се налази на надморској висини од 117 m.

## Становништво
Према подацима из 2002. године у насељу је живело 635 становника, од којих су сви румунске националности.